# Chiruromys lamia
Chiruromys lamia є видом гризунів, які зустрічаються переважно в південно-східній частині Нової Гвінеї (Папуа Нова Гвінея). Це деревний вид, який живе в дуплах дерев і зустрічається на висотах 1200–2300 метрів. Зареєстрований у районах первинних і сильно деградованих вологих тропічних лісів.

## Морфологічні особливості
Довжина голови й тулуба становить від 97 до 120 мм, довжина хвоста — від 147 до 172 мм, довжина задніх лап — від 23,6 до 24,4 мм, довжина вух — від 17,1 до 19,8 мм, вага — від 40,5 до 56 грамів.